# Омак (Вашингтон)
Омак (енгл. Omak) град је у америчкој савезној држави Вашингтон. По попису становништва из 2010. у њему је живело 4.845 становника.

## Демографија
Према попису становништва из 2010. у граду је живело 4.845 становника, што је 124 (2,6%) становника више него 2000. године.
| Група             | 2000.         | 2010.         |
| Белци             | 3.196 (67,7%) | 3.264 (67,4%) |
| Афроамериканци    | 8 (0,2%)      | 27 (0,6%)     |
| Азијати           | 43 (0,9%)     | 27 (0,6%)     |
| Хиспаноамериканци | 614 (13,0%)   | 611 (12,6%)   |
| Укупно            | 4.721         | 4.845         |